# Blandinsville (Illinois)
Blandinsville est un village du comté de McDonough dans l'Illinois, aux États-Unis,. Situé au nord-ouest du comté, il est incorporé le 27 septembre 1872.

## Démographie
Lors du recensement de 2010, le village comptait une population de 651 habitants. Elle est estimée, en 2016, à 612 habitants.

### Source de la traduction
- (en) Cet article est partiellement ou en totalité issu de l’article de Wikipédia en anglais intitulé « Blandinsville, Illinois » (voir la liste des auteurs).